# Mercedes Cup 2008
Mercedes Cup 2008 — тенісний турнір, що проходив на кортах з твердим покриттям у місті Штутгарт, Німеччина з 7 липня . Належав до категорії International Series Gold.

## Фінальна частина

### Одиночний розряд
Хуан Мартін дель Потро —  Рішар Гаске 6–4, 7–5

### Парний розряд
Крістофер Кас /  Філіпп Кольшрайбер —  Міхаель Беррер /  Міша Зверєв 6–3, 6–4